# Saint-Loup (Charente-Maritime)
Saint-Loup-de-Saintonge is een gemeente in Frankrijk in het departement Charente-Maritime in de regio Nouvelle-Aquitaine.

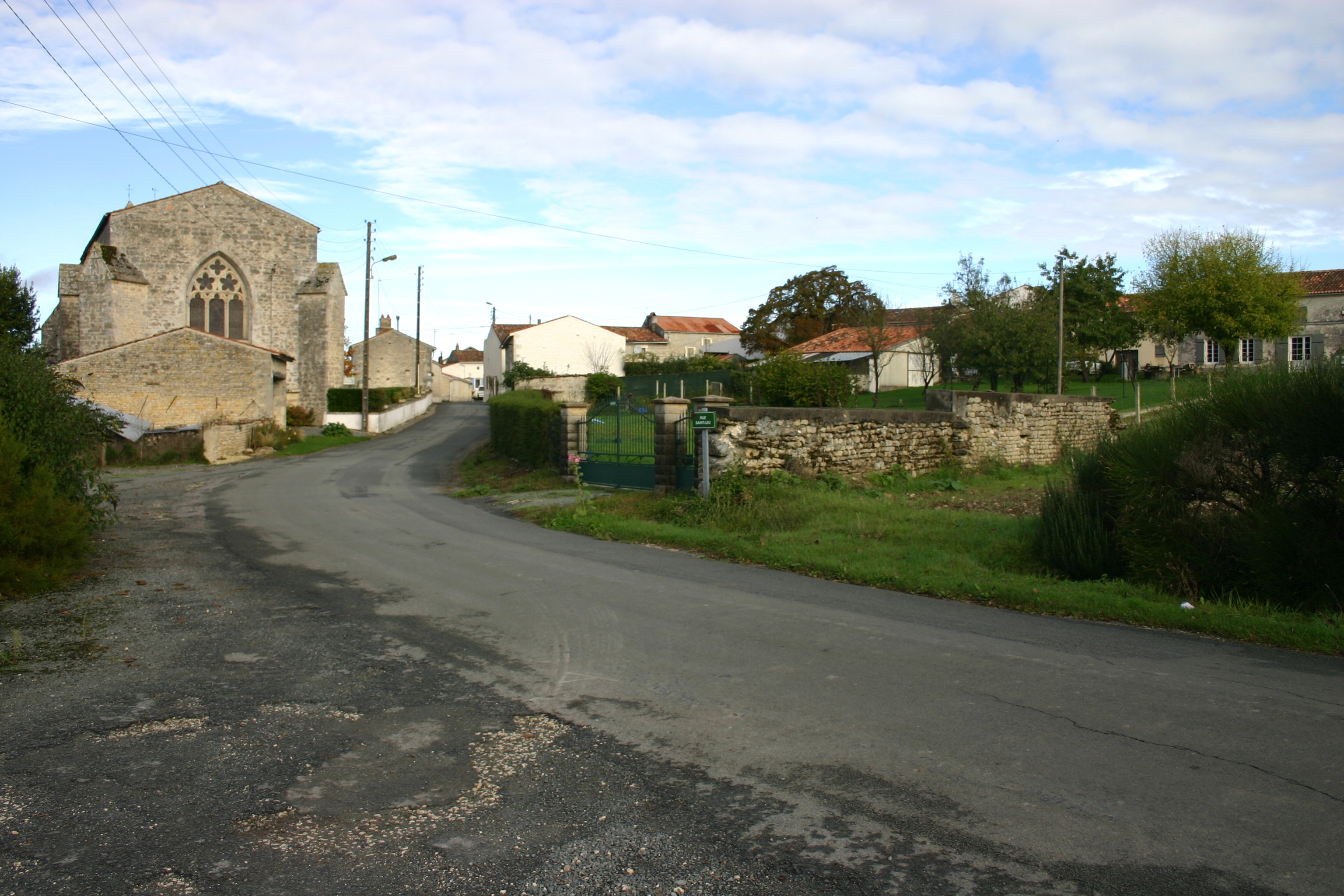
Saint-Loup
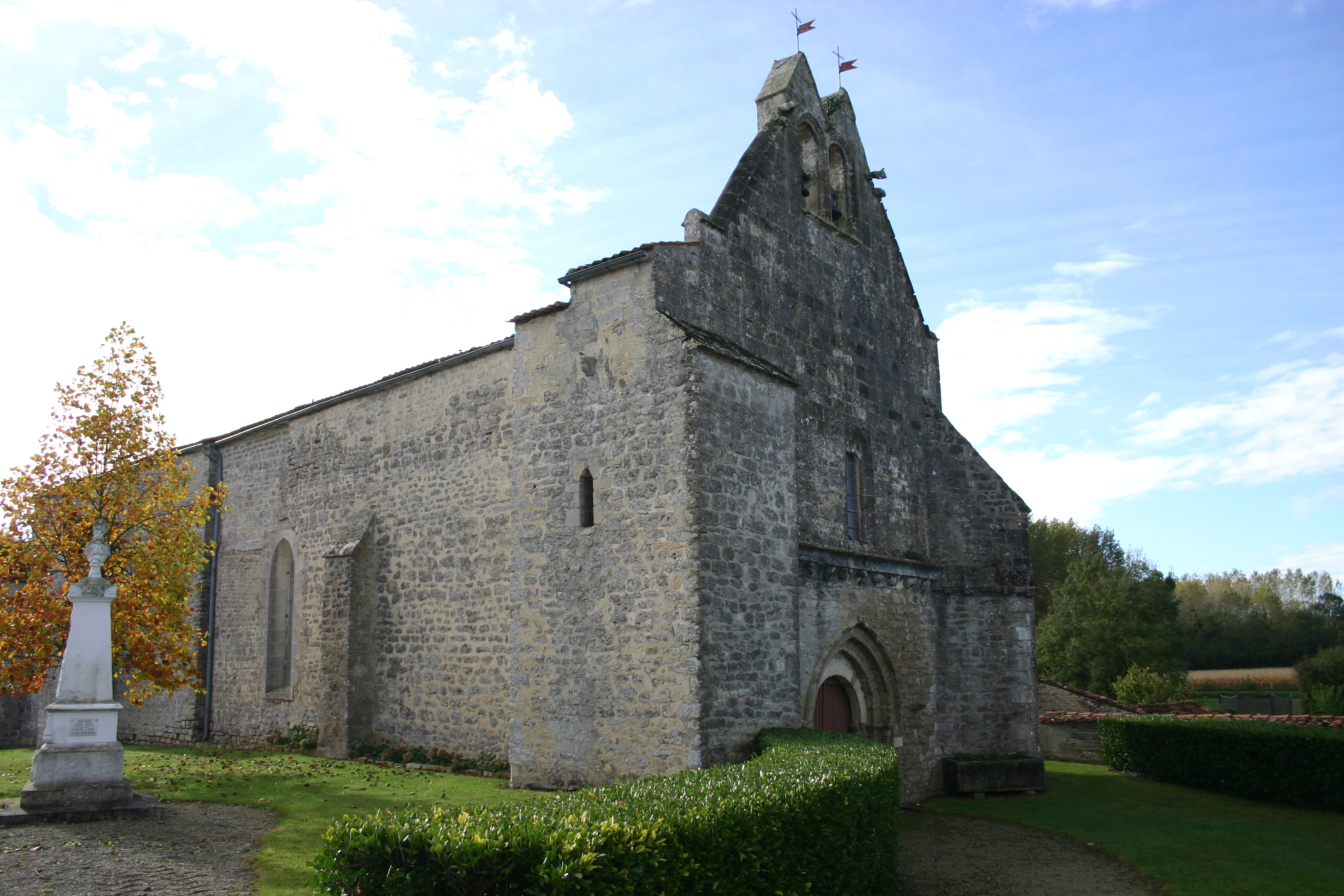
Kerk van Saint-Loup

## Demografie
Onderstaande figuur toont het verloop van het inwoneraantal van Saint-Loup vanaf 1962.

1. ↑  Populations de référence 2022.